# Tatiana Maslany
Tatiana Maslany, född 22 september 1985 i Regina, Saskatchewan, Kanada, är en kanadensisk film- och TV-skådespelerska. Hon är mest känd för sina olika roller i den BBC America-framställda serien Orphan Black. Hon är den första kanadensare som vann en Emmy för en huvudroll i en kanadensisk dramaserie.Maslany spelar rollen som She-Hulk i Marvel Cinematic Universe.